# وزنه‌برداری در المپیک تابستانی ۲۰۲۴ – ۸۱+ کیلوگرم زنان
وزنه‌برداری ۸۱+ کیلوگرم زنان (انگلیسی: Weightlifting at the 2024 Summer Olympics – Women's +81 kg)، یکی از وزن‌های رویداد وزنه‌برداری در المپیک تابستانی ۲۰۲۴ بود که ۱۱ اوت همین سال در پورت دو ورسای پاریس برگزار شد.

## رکوردها
پیش از این رقابت، رکوردهای جهانی و المپیک موجود به شرح زیر بود.
| رکورد جهانی  | یک ضرب | لی ونون (CHN) | ۱۴۸ کیلوگرم | تاشکند, ازبکستان | ۲۵ آپریل ۲۰۲۱ |  |
| رکورد جهانی  | دو ضرب | لی ونون (CHN) | ۱۸۷ کیلوگرم | تاشکند, ازبکستان | ۲۵ آپریل ۲۰۲۱ |  |
| رکورد جهانی  | مجموع  | لی ونون (CHN) | ۳۳۵ کیلوگرم | تاشکند, ازبکستان | ۲۵ آپریل ۲۰۲۱ |  |
|              |        |               |             |                  |               |  |
| رکورد المپیک | یک ضرب | لی ونون (CHN) | ۱۴۰ کیلوگرم | توکیو, ژاپن      | ۲ اوت ۲۰۲۱    |  |
| رکورد المپیک | دو ضرب | لی ونون (CHN) | ۱۸۰ کیلوگرم | توکیو, ژاپن      | ۲ اوت ۲۰۲۱    |  |
| رکورد المپیک | مجموع  | لی ونون (CHN) | ۳۲۰ کیلوگرم | توکیو, ژاپن      | ۲ اوت ۲۰۲۱    |  |

## نتایج
| رتبه | ورزشکار           | ملیت                | یک‌ضرب (ک‌گ) | یک‌ضرب (ک‌گ) | یک‌ضرب (ک‌گ) | یک‌ضرب (ک‌گ) | دوضرب (ک‌گ) | دوضرب (ک‌گ) | دوضرب (ک‌گ) | دوضرب (ک‌گ) | کل  |
| رتبه | ورزشکار           | ملیت                | ۱          | ۲          | ۳          | نتایج      | ۱          | ۲          | ۳          | نتایج      | کل  |
| ---- | ----------------- | ------------------- | ---------- | ---------- | ---------- | ---------- | ---------- | ---------- | ---------- | ---------- | --- |
| 1    | لی ونون           | چین                 | ۱۳۰        | ۱۳۶        | —          | ۱۳۶        | ۱۶۷        | ۱۷۳        | ۱۷۴        | ۱۷۳        | ۳۰۹ |
| 2    | پارک هه جونگ      | کره جنوبی           | ۱۲۳        | ۱۲۷        | ۱۳۱        | ۱۳۱        | ۱۶۳        | ۱۶۸        | ۱۷۳        | ۱۶۸        | ۲۹۹ |
| 3    | امیلی کمپل        | بریتانیای کبیر      | ۱۱۹        | ۱۲۳        | ۱۲۶        | ۱۲۶        | ۱۶۲        | ۱۶۹        | ۱۷۴        | ۱۶۲        | ۲۸۸ |
| ۴    | لیست آیووی        | اکوادور             | ۱۱۷        | ۱۲۱        | ۱۲۳        | ۱۲۳        | ۱۵۶        | ۱۶۰        | ۱۶۲        | ۱۶۰        | ۲۸۳ |
| ۵    | ماری تیزن-لاپن    | ایالات متحده آمریکا | ۱۱۵        | ۱۱۸        | ۱۱۹        | ۱۱۹        | ۱۵۵        | ۱۶۲        | ۱۶۵        | ۱۵۵        | ۲۷۴ |
| ۶    | دوانگاکسورن چایدی | تایلند              | ۱۲۰        | ۱۲۰        | ۱۲۰        | ۱۲۰        | ۱۵۲        | ۱۵۶        | ۱۶۰        | ۱۵۲        | ۲۷۲ |
| ۷    | حلیمه عباس        | مصر                 | ۱۱۰        | ۱۱۵        | ۱۱۸        | ۱۱۵        | ۱۳۵        | ۱۴۰        | ۱۴۵        | ۱۴۵        | ۲۶۰ |
| ۸    | ناریوری پرز       | ونزوئلا             | ۱۱۴        | ۱۱۷        | ۱۱۷        | ۱۱۴        | ۱۴۰        | ۱۴۵        | —          | ۱۴۵        | ۲۵۹ |
| ۹    | کریسمری سانتانا   | جمهوری دومینیکن     | ۱۱۱        | ۱۱۵        | ۱۱۸        | ۱۱۸        | ۱۴۰        | ۱۴۰        | ۱۴۰        | ۱۴۰        | ۲۵۸ |
| ۱۰   | تورسونوی یابورووا | ازبکستان            | ۱۱۲        | ۱۱۶        | ۱۱۸        | ۱۱۸        | ۱۳۳        | ۱۳۸        | ۱۳۸        | ۱۳۳        | ۲۵۱ |
| ۱۱   | یونیارا سیپایا    | ساموآ               | ۱۰۰        | ۱۰۵        | ۱۱۰        | ۱۰۵        | ۱۴۱        | ۱۴۱        | ۱۴۸        | ۱۴۱        | ۲۴۶ |
| ۱۲   | نورل اکمل         | اندونزی             | ۱۰۵        | ۱۱۰        | ۱۱۰        | ۱۰۵        | ۱۴۰        | ۱۴۵        | ۱۵۱        | ۱۴۰        | ۲۴۵ |